# Mincarlo
Le Mincarlo (LT412) est un ancien chalutier britannique de la flotte de pêche de Lowestoft. Il en est le dernier exemplaire de chalutier de type Sidewinder. Il appartient au Lydia Eva and Mincarlo Charitable Trust Ltd qui détient aussi le chalutier à vapeur Lydia Eva.
Ce bâtiment est inscrit au registre du National Historic Ships  depuis 1999 avec le certificat n°1786.

## Histoire
Le Mincarlo a été construit en 1961 dans les chantiers Brooke Marine à Lowestoft dans le Suffolk. Il était l'un des trois navires jumeaux construits pour la compagnie W.H. Podd Ltd. Les deux autres navires ont été appelés Bryher et Rosevear, noms donnés d'après les petites îles qui composent une partie des îles Scilly sur la côte de Cornouailles.
Mincarlo faisait partie de la flotte de pêche du Suffolk de près de 60 unités au port de Lowestoft. Il est resté 13 ans dans le flotte W.H. Podd Ltd jusqu'à ce qu'il soit acheté en 1975 par Putford Enterprises possédant de nombreux navires à Lowestoft et Grimsby. Dès le début de l'exploration pétrolière et gazière dans le sud de la mer du Nord, Putford Enterprises a exploité des navires de secours pour l'industrie pétrolière et gazière en mer.
En 1977 Mincarlo a été converti et a commencé une nouvelle carrière en tant que navire de stand-by pour la North Sea oil. Il a été renommé Putford Merlin.
En 1989, après une carrière de 28 ans, il a finalement été remplacé par un autre navire et retourné au chantier naval Brooke Marine. Il a été vendu par Putford Enterprise à la Lydia Eva Trust Ltd  pour la £ symbolique.
Après une période de restauration et de remise en état, le Mincarlo a été ouvert au public en 1998 en tant que navire musée. Il est exposé au Lowestoft Heritage Quay et est parfois déplacé à South Quay de Great Yarmouth.